# Tyrone Jordan Alexander
Tyrone Jordan Alexander (* 14. Oktober 1997 in Willich) ist ein deutsch-US-amerikanischer American-Football-Spieler auf der Position des Runningbacks.

## Werdegang
Alexander begann 2007 in der Jugend der Düsseldorf Panther mit dem American Football. Zwischen 2013 und 2015 wurde er auch in der NRW-Landesjugendauswahl GreenMachine berufen. Zur GFL2-Saison 2017 wurde Alexander in den Herrenkader befördert. Mit 568 Rushing Yards für sieben Touchdowns verhalf er den Panther zu zwölf Siegen bei zwei Niederlagen. 2019 wechselte Alexander zu den Assindia Cardinals, mit denen er die Regionalliga West gewann und in die GFL2 aufstieg. Zur Saison 2021 schloss er sich den Düsseldorf Bulldozer aus der Regionalliga West an.
Im Frühjahr 2022 spielte Alexander für die Zaragoza Hurricanes in der spanischen LNFA Serie A. Anschließend unterschrieb er einen Vertrag beim neu gegründeten Franchise Rhein Fire aus der European League of Football (ELF). In der neunten Spielwoche erzielte Alexander seinen ersten Touchdown in der ELF. Mit Rhein Fire verpasste er bei einer 7:5-Siegesbilanz die Playoffs. Ende November wurde sein Vertrag um eine weitere Saison verlängert.

## Statistiken
| Jahr                                   | Team       | Spiele | Starts | Rushing | Rushing | Rushing | Rushing | Rushing | Receiving | Receiving | Receiving | Receiving | Receiving | Receiving |
| Jahr                                   | Team       | Spiele | Starts | Att     | Yds     | Avg     | TD      | Lng     | Rec       | Tgt       | Yds       | Avg       | TD        | Lng       |
| -------------------------------------- | ---------- | ------ | ------ | ------- | ------- | ------- | ------- | ------- | --------- | --------- | --------- | --------- | --------- | --------- |
| European League of Football            |            |        |        |         |         |         |         |         |           |           |           |           |           |           |
| 2022                                   | Rhein Fire | 12     | 0      | 42      | 226     | 5,4     | 0       | 24      | 2         | 6         | 26        | 13,0      | 1         | 13        |
| 2023                                   | Rhein Fire | 05     | 0      | 18      | 083     | 4,6     | 0       | 16      | 1         | 1         | 13        | 13,0      | 0         | 13        |
| ELF Gesamt                             | ELF Gesamt | 17     | 0      | 60      | 309     | 5,2     | 0       | 24      | 4         | 7         | 39        | 13,0      | 1         | 13        |
| Quellen: stats.europeanleague.football |            |        |        |         |         |         |         |         |           |           |           |           |           |           |